# Verband Deutsch-Japanischer Gesellschaften
Der Verband Deutsch-Japanischer Gesellschaften (japanisch 独日協会連合会 doku-nichi kyōkai rengōkai, kurz: VDJG) ist der Dachverband der Deutsch-Japanischen Gesellschaften (DJG) in Deutschland. Er wurde 1964 gegründet und hat seinen Sitz in Berlin.

## Ziele und Aufgaben
Der VJDG ist ein gemeinnütziger Verein der sich, zusammen mit den Deutsch-Japanischen Gesellschaften, für die kulturelle Verständigung zwischen dem deutschen und dem japanischen Volk einsetzt. Dabei ist der Begriff „Kultur“ im weiten Sinn auszulegen: Er umfasst alles, was der Mensch hervorbringt, schafft und gestaltet. Dazu gehört, dass der deutsch-japanischen Austausch in Kultur, Wissenschaft, Wirtschaft und in anderen Bereichen das notwendige öffentliche Interesse und eine angemessene Förderung findet. Dies geschieht über den Kontakt zu der japanischen Botschaft in Berlin und den Konsulaten sowie über die Presse. Für die Förderung von Veranstaltungen der Mitgliedsgesellschaften steht dem VDJG eine Stiftung zur Verfügung.

## Organisation
Der VDJG hat 49 Mitgliedsgesellschaften (Stand: September 2020). Seine Mitglieder sind gemeinnützige Vereine oder Untergruppierungen solcher Vereine in Deutschland. Derzeit haben die Mitgliedsgesellschaften insgesamt über 8700 Mitglieder. Das japanische Gegenstück zum VDJG ist der Verband Japanisch-Deutscher Gesellschaften (VJDG) als Dachverband der Japanisch-Deutschen Gesellschaften (JDG).

## Geschichte
Der Verband Deutsch-Japanischer Gesellschaften besteht seit 1964. Er steht in der Tradition der bereits 1890 von japanischen und deutschen Studenten in Berlin gegründeten ‚Wa-doku-kai‘, der ersten Gesellschaft, in der sich Japaner und Deutsche zu gemeinsamen Aktivitäten zusammengeschlossen hatten. Daraus entwickelte sich 1929 die DJG Berlin, die im Laufe der Zeit 15 Zweigstellen im Gebiet des Deutschen Reiches eröffnete. In der neuen föderalen Struktur der Bundesrepublik entstanden in den 1950er- und 60er-Jahren durch Neugründung selbstständige Gesellschaften, ein Teil der heutigen DJGs. In der DDR gab es die „Freundschaftsgesellschaft DDR-Japan“ im Rahmen der Liga für Völkerfreundschaft.
Viele DJGs machen Angebote, die besonders jungen Leuten Begegnungen mit der anderen Kultur ermöglichen, allen voran die überregional tätige Deutsch-Japanische Jugendgesellschaft (DJJG). Die Programme „Hallo Deutschland“ und „Hallo Japan“ finden im jährlichen Wechsel statt. Dabei bekommen junge Menschen (18 bis 30 Jahre) u. a. beim Deutsch-Japanischen Youth Summit Land und Leute besser kennenzulernen.